# Yishan Linchang (bondby i Kina, Heilongjiang Sheng, lat 48,75, long 129,54)
Yishan Linchang (kinesiska: 移山林场) är en bondby i Kina. Den ligger i provinsen Heilongjiang, i den nordöstra delen av landet, omkring 400 kilometer nordost om provinshuvudstaden Harbin. Antalet invånare är 289. Befolkningen består av 134 kvinnor och 155 män. Barn under 15 år utgör 5,0 %, vuxna 15-64 år 78 %, och äldre över 65 år 16,0 %.
Runt Yishan Linchang är det ganska glesbefolkat, med 40 invånare per kvadratkilometer. Närmaste större samhälle är Linhai Linchang, 8,5 km öster om Yishan Linchang. I omgivningarna runt Yishan Linchang växer i huvudsak blandskog.
Genomsnittlig årsnederbörd är 969 millimeter. Den regnigaste månaden är juli, med i genomsnitt 233 mm nederbörd, och den torraste är januari, med 11 mm nederbörd.